# Tranvia Medole-Casaloldo
La tranvia Medole-Casaloldo era una linea tranviaria extraurbana, della rete provinciale mantovana che tra il 1930 e il 1933 collegò i comuni di Medole e di Casaloldo, consentendo anche il collegamento tra le linee Brescia-Mantova-Ostiglia e Mantova-Asola.

## Storia

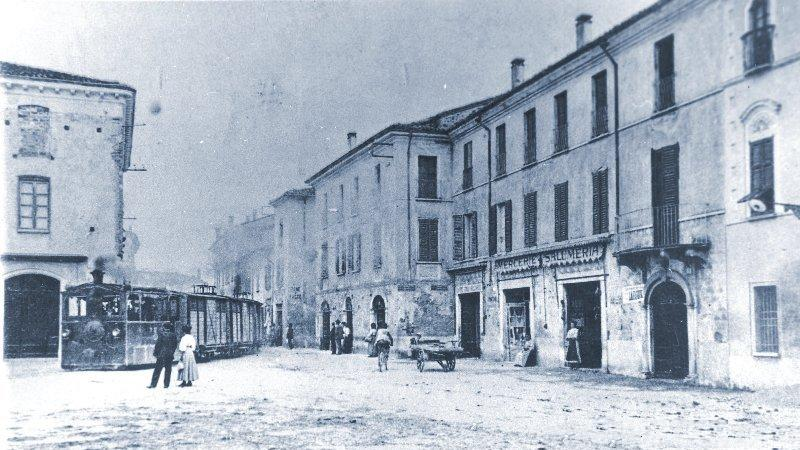
Prima del 1930, Medole era servita dalla tranvia a vapore Brescia-Ostiglia

Dopo la realizzazione della Tranvia Mantova-Asola, aperta nel 1886, venne progettata la costruzione di una linea che potesse collegare direttamente Desenzano e quindi il lago di Garda con Brescia, Mantova, Cremona e Piacenza.
Nell'aprile 1910 il Consiglio Provinciale di Mantova informò il Comune di Castel Goffredo di aver raggiunto un accordo con la società belga Société Anonyme d'Entreprise Generale de Travaux per la realizzazione della linea Medole-Casaloldo che avrebbe permesso al paese di uscire dall'isolamento. La costruzione fu subordinata alla congiunzione di Asola con Cremona.
Nel frattempo (1911) venne inaugurato il tratto Castiglione delle Stiviere-Desenzano.
Il progetto definitivo fu steso dalla SNFT e la costruzione fu affidata alla Tranvie Provinciali Mantovane (TPM), che aveva in mano le altre due tranvie del mantovano: la Mantova-Asola e la Mantova-Viadana. Nel marzo 1926 iniziarono i lavori di realizzazione della linea che, vista la distanza di soli 11 km tra i due capolinea, prevedeva l'impiego di un'automotrice elettrica, alimentata da accumulatori. A Medole venne edificato un fabbricato, ancora esistente, per la ricarica e il rimessaggio dell'automotrice, costruita nel 1927 dalla bergamasca Rognini & Balbo, in collaborazione con la Tecnomasio Italiano Brown Boveri.
Il collegamento celere tra la rete tranviaria piacentina, gestita dalla SIFT, la rete cremonese, quella mantovana e Desenzano del Garda (situata su una diramazione della Brescia-Mantova-Ostiglia) fu infine concretizzato nel 1930: il 15 ottobre di tale anno venne eseguita la visita di ricognizione da parte del direttore del Circolo ferroviario di Brescia, al fine di ottenere la necessaria autorizzazione all'esercizio e il successivo 18 ottobre ebbe inizio il regolare servizio.
Nel 1932 venne rilevato dalle competenti autorità che il servizio non veniva adeguatamente utilizzato. Tra le principali ragioni della scarsità di passeggeri è facile ipotizzare l'elevato costo del biglietto, reso ancor più gravoso dalla crisi economica di quegli anni, che rendeva il servizio proibitivo per l'utenza popolare.
Il 1º ottobre 1933, dopo soli tre anni di esercizio, la linea venne soppressa e sostituita da un servizio di autocorriere della ditta Lazzi e Govigli di Pistoia. L'armamento fu riutilizzato l'anno dopo per il rinnovo del binario per Casalmaggiore e Ostiano delle Tramvie Provinciali Cremonesi.

## Caratteristiche
| Unknown route-map component "uexCONTgq" | Unknown route-map component "uexBHFq" | Unknown route-map component "uexABZq+r" | Unknown route-map component "uexCONTfq" |  |

| Unknown route-map component "uexHST" |

| Unknown route-map component "uexBHF" |

| Unknown route-map component "uexHST" |

| Unknown route-map component "uexHST" |

|  | Unknown route-map component "uexCONTgq" | Unknown route-map component "uexABZql" | Unknown route-map component "uexBHFq" | Unknown route-map component "uexCONTfq" |

La linea era lunga 10,130 km dei quali 3,76 km in sede propria. La pendenza massima era di 6 mm/m e il raggio minimo delle curve era di 60 m. La velocità massima consentita era di 30 km/h per i tram a vapore e di 40 km/h per le automotrici elettriche.

### Percorso
Lunga complessivamente 11 chilometri, la linea si diramava dalla Mantova-Asola in corrispondenza della stazione di Casaloldo, per poi dirigersi verso nord-est, lungo la direttrice poi denominata strada provinciale 8, passando per Castel Goffredo e raggiungendo la stazione di Medole, posta sulla Brescia-Mantova.
Il deposito della TPM era situato a Medole, nei pressi della stazione tranviaria principale di piazza della Vittoria; tale edificio risulta ancora in opera.

## Materiale rotabile
Fin dall'inizio il servizio fu svolto con una delle quattro automotrici a carrelli ad accumulatori, costruite dalla milanese Rognini & Balbo con parte elettrica del Tecnomasio Italiano Brown Boveri ed entrate in servizio fra il 1927 e il 1928. Tali unità potevano trasportare 70 persone e raggiungere una velocità massima di 40 km/h. Le prime due unità erano di nuova costruzione, mentre le seconde risultavano dalla ricostruzione di altrettante rimorchiate a carrelli. Chiuse le tranvie mantovane, furono cedute nel 1935 alla tranvia Monza-Trezzo-Bergamo, dove restarono in servizio sino al 1958.